# Розетка (роз'єм)

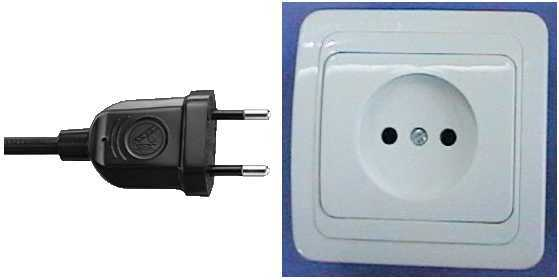
Вилка «Євро» («Europlug») з розеткою «Type C» без заземлювального контакту.

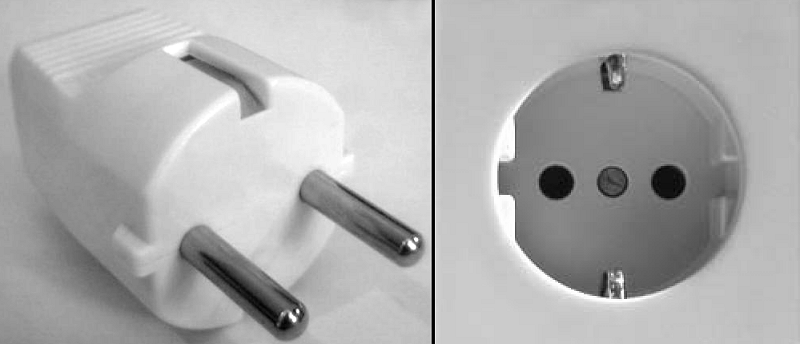
Вилка «Schuko» з розеткою «Type F» із заземлювальним контактом.

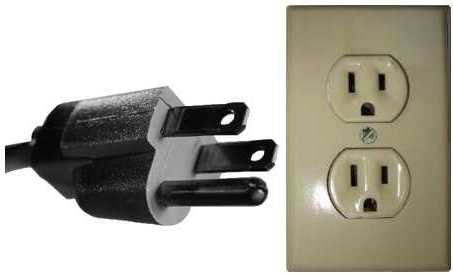
Вилка Національної асоціації виробників електротехніки («NEMA») з розеткою «Type B», прийняті в США.

Розе́тка, штепсельна розетка (від нім. Stöpsel — «корок, затичка») — роз'єм для швидкого підключення і відключення електричних приладів за допомогою електричної вилки. Має, залежно від типу, 2-3 отвори, в яких знаходяться контакти під напругою.
Штепсельні вилки та розетки змінного струму підключають електричне обладнання до джерела змінного струму у будинках та на інших об’єктах. Електричні штекери та розетки відрізняються один від одного номіналом напруги та струму, формою, розміром та типом роз'єму. У всьому світі використовуються різні стандартні системи вилок і розеток.
Вилки та розетки для портативних приладів стали доступними у 1880-х роках, щоб замінити підключення до світлових розеток настінними розетками. Поширення типів, розроблених як для зручності, так і для захисту від електричних травм. Сьогодні у всьому світі існує близько 20 типів загального користування, і багато застарілих типів розеток зустрічаються в старих будівлях. Координація технічних стандартів дозволила використовувати деякі типи штекерів у великих регіонах для полегшення торгівлі електричними приладами та для зручності мандрівників та споживачів імпортних електротоварів.
Деякі мультистандартні розетки дозволяють використовувати кілька типів вилок; імпровізовані або несанкціоновані адаптери між несумісними розетками та штекерами можуть не забезпечувати повну безпеку та продуктивність схваленої комбінації розеток.

## Походження назви
Електричний роз'єм названий розеткою за аналогією з круглим елементом декору, що кріпиться на стіні або стелі. Сам же декор отримав назву від французького слова фр. rosette («трояндочка»).
Надалі розеткою стали називати будь-які аналогічні пристрої, необов'язково електричні.

## Типи розеток

### Електричні розетки
Розеткою вважають менш рухому частину електричного з'єднувача, яка монтується на платі, колодці чи панелі. На принципових схемах вона має позначатися літерами J або X, де J означає jack. Електротехнічні розетки існують у виконанні для кріплення як на, так і в глибині поверхні (скажімо, стіни), тобто призначені для прихованої проводки або для відкритої проводки (накладні).

### Сигнальні (інформаційні) розетки
- Розетки для абонентської радіоточки;
- Телефонні розетки:
  - RJ-12 (ще позначають «4p2с» або «4p4с». «4p» означає, що роз'єм має 4 посадочних місця для ножів-контактів, а «2с» і «4с» позначає, що в ці посадочні місця вставлено відповідно 2 або 4 ножа-контакти). Роз'єми RJ-12 найчастіше використовуються для з'єднання телефонних апаратів з телефонними трубками;
  - RJ-11 (ще позначають «6p2с», «6p4с» або «6p6с». «6p» означає, що роз'єм має 6 посадкових місць для ножів контактів, а «2с», «4с» або «6С» позначає, що в ці посадочні місця вставлено відповідно 2, 4, 6 ножів-контактів. Найбільш поширеним видом є роз'єми «6p2c»). Роз'єми RJ-11 найчастіше використовуються в телефонії для з'єднання телефонних апаратів з розеткою або для комутації телефонних ліній в телефонних патч-панелях;
- Розетки для звукових сигналів:
  - DIN роз'єм;
  - XLR;
- Розетки для комп'ютерних мереж: В офісних будівлях для спрощення розведення іноді застосовують як для телефонів, так і для комп'ютерів, виключно розетки RJ45 (8p8c), які потім приєднуються на крос-панелі в серверній кімнаті або до комп'ютерної мережі, або до телефонної мережі, виходячи з потреб фірми.
- Інші типи розеток: розетки для передавання даних можуть бути не тільки дротяними, а й оптичними. Оптичні розетки в більшості випадків використовуються для передачі дискретних сигналів, як наприклад сигнали комп'ютерних мереж (FOIRL, 10BASE-F, 10BASE-FL, 100BASE-SX, 100BASE-FX тощо) або звукові сигнали в цифровій формі (TOSLINK).

### Водопровідні розетки

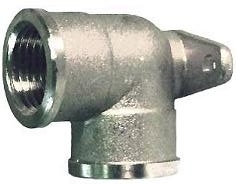
Зовнішній вигляд водопровідної розетки.

Водопровідною розеткою називають сантехнічний пристрій, який являє собою закінчення труби з різьбленням. Пристрій має «лапки» для закріплення на стіні і використовується для підключення побутової сантехніки (змішувачі, пральні і посудомийні машини) за допомогою гнучких шлангів.
Часто на кінці водопровідної встановлюють вентиль, щоб можна було від'єднати техніку без загального відключення води.

## Стандарти
- ДСТУ IEC 60884-1:2007 (IEC 60884-1:2002, IDT). Вилки та розетки побутової та аналогічної призначеності. Ч. 1. Загальні технічні вимоги.